# Mauro & Pluras kök
Mauro & Pluras kök var ett matlagningsprogram på TV8 som sändes 2010 med musikerna Mauro Scocco och Plura Jonsson (från Eldkvarn). Mauro Scocco beskrev programmet som en blandning av Jamie Oliver, The Osbournes och Stjärnorna på slottet. Programmet hade premiär 4 mars 2010. Programledarna blev tillfrågade att göra ytterligare säsong men tackade först nej på grund av att de inte hade tid. Plura Jonsson sade dock senare ja till inspelningen av ett nytt program med ett snarlikt format, vilket fick namnet Pluras kök vars första säsong började sändas under våren 2011 på TV3.

## Avsnitt
1. Håkan Hellström och Lena Philipsson
2. Tova Magnusson och Gustaf Skarsgård
3. Lars Winnerbäck och Helena af Sandeberg
4. Markus Krunegård och Rachel Molin
5. Lisa Nilsson och Michael Nyqvist
6. Carl-Johan De Geer, Sarah Dawn Finer och Carla Jonsson
7. Marit Bergman och Anders ”Moneybrother” Wendin
8. Henrik Dorsin, Sanna Lundell, Peter LeMarc och Marcus Birro